# أحمد حسن الطه
وهو الشيخ أحمد حسن الطه، من علماء العراق، ويشغل منصب إمام وخطيب جامع الإمام الأعظم منذ عام 1424هـ/2003م، ولحد الآن وهو عضو الهيئة العليا في المجمع الفقهي العراقي لكبار العلماء للدعوة والإفتاء.
ولد في مدينة سامراء عام 1355 هـ/1936م.
عرف عنه الصدق والنصح والصلابة في المبدأ والصراحة في النصيحة وقد أثر في طلابه ومن عرفه كثيرا.

## دراسته
ابتدأ في صغرهِ قبل مرحلة الابتدائية تعلم أحرف العربية وقراءة القرآن الكريم في بيت الحاج محمود الملا حسين حتى أتقن الكتابة وقراءة القرآن بصورة تامة.
أكمل دراسته الأولية الابتدائية عام 1370هـ/ 1951م.
انتسب إلى المدرسة الدينية في سامراء عام 1370 هـ/ 1951م ودرس فيها إلى المرحلة العاشرة ثم أنتقل من مدرسة سامراء العلمية إلى مدرسة الشيخ عبد القادر الكيلاني إلى أن أكمل دراسته الدينية حيث كانت يومئذ اثنتي عشرة سنة وذلك سنة 1964/1963 الدراسية، وبقي يتلقى الدروس العلمية على مشايخ بغداد.
درس العلوم الإسلامية على الشيخ أحمد الراوي في مدرسة سامراء الدينية، الذي أنتدبه لأكمال دروس العلم على علماء بغداد عام 1380 هـ/1961م، فسافر إلى بغداد وطلب العلم الشرعي على علمائها، وكان من أساتذتهِ الذين تلقى منهم دروس العلم الشيخ أمجد الزهاوي في مدرسة السليمانية، والشيخ فؤاد الدين الألوسي في المدرسة المرجانية، والشيخ نجم الدين الواعظ في مدرسة نائلة خاتون والشيخ عبد القادر الخطيب في مدرسة منورة خاتون، والشيخ عبد الكريم بيارة المدرس في المدرسة القادرية، كما درس عند الشيخ كمال الدين الطائي مدير المدرسة القادرية، والشيخ عبد الكريم زيدان وعبد الكريم حمادي الدبان.
ألتحق بعدها للدراسة في كلية الإمام الأعظم وتخرج فيها بشهادة البكالوريوس في العلوم الشرعية سنة 1971م، وكان من أبرز من درسه هو الشيخ يوسف عبد الرازق الفلسطيني الأصل المصري الجنسية والشيخ شمس الدين عبد الباسط، والشيخ أحمد فهمي أبو سنة، والشيخ محمد الظواهري والأستاذ أحمد ناجي القيسي، والأستاذ والشيخ شفيق العاني، والشيخ عبد الله الصوفي، والأستاذ محمد حامد الطائي، والأستاذ حمد عبيد الكبيسي، وأحمد عبيد الكبيسي والدكتور حسن حبيبة، والدكتور عرفان عبد الحميد والدكتوربشار عواد معروف والدكتور رشيد العبيدي وغيرهم كثير.
حصل على شهادة الماجستير من قسم الدين كلية الآداب جامعة بغداد سنة 1974.
حصل على شهادة الدكتوراه في الشريعة الإسلامية من كلية الإمام الأعظم في بغداد سنة 2007م.

## الوظائف
في عام 1961 عين إماماً وخطيباً في جامع دراغ في حي المنصور الذي شيد على نفقة الحاج رشيد دراغ، وكان أول امام وخطيب عين فيه منذ أول افتتاحه من علماء بغداد بحضور رئيس الوزراء يومها عبد الكريم قاسم مساء يوم 28 شعبان 1380 هـ/14 شباط 1961م، وبقي في هذا الجامع إماماً وخطيباً إلى 20 شباط 1981 عندما منعته السلطة آنذاك من الخطابة.
وفي سنة 1965 اضيفت إليه جهة التدريس في جامع الشيخ صندل في الكرخ ببغداد.
في نيسان سنة 1974 عين في كلية الإمام الأعظم بدرجة مدرس مساعد وبقي في الكلية إلى السنة الدراسية 1984/1983 حين ابعد من التدريس الشرعي بقرار من رئاسة الجمهورية إلى وزارة العمل والشؤون الاجتماعية.
في أوائل سنة 1985 نقل بأمر رئاسة الجمهورية من وزارة العمل إلى وزارة الأوقاف فاختار الإمامة والخطابة في سامراء فعين خطيباً في جامع حي المعلمين وإماماً في مسجد الشهيد في حي السكك.
ودرس في مدرسة الإمام علي الهادي الدينية في سامراء منذ أفتتاحها خلال فترة عمله في سامراء قبل أن يغادرها إلى الإمارات.
وفي أواخر سنة 1987 أعيد إلى المعهد العالي لإعداد الأئمة والخطباء بصفة محاضر ثم عين مدرساً ورقي إلى درجة أستاذ مساعد.
عمل بالتدريس في جامعة بغداد كأستاذ مساعد في مادة الفقه المقارن.
في 21 تموز 1995 صدر الأمر من رئاسة الجمهورية بإحالته على التقاعد مع الإشارة إلى منعه من كل نشاطً ديني وكان يومئذ أستاذاً في المعهد العالي لاعداد الأئمة والخطباء وإماماً وخطيباً في جامع حي المعلمين ولكنه مارس دوره الطبيعي كعالم شرعي حسبة لله ولم يترك فرصة للوعظ والافتاء الا وأدى دوره فيها حتى في المقابر ومجالس التعزية واعظا للناس.
عمل أستاذاً في جامعة عجمان بدولة الإمارات العربية المتحدة من سنة 1997م ولغاية 2003م في كلية التربية والعلوم الأساسية متنقلا بين فروع هذه الجامعة (فرع العين وفرع عجمان وفرع أبوظبي)، ثم عاد بعد احتلال العراق إلى العراق للعمل الشرعي والدعوي، وقام بتدريس معظم العلوم الشرعية، لما يزيد عن عشرين عاماً.
وبعد الغزو الأمريكي للعراق في عام 2003م، أنتدبه ديوان الوقف السني ليشغل منصب الإمامة والخطابة في جامع الإمام الأعظم، وألقاء المحاضرات والدروس العلمية والشرعية.
وشغل منصب مدير المدرسة العلمية في سامراء ولمدة ثلاثة أعوام.
عام 2004م رأس قسم الفقه وأصوله عند افتتاحه كفرع لكلية الإمام الاعظم في مدينة سامراء.
وأستمر في ألقاء دروس الوعظ والأرشاد في المساجد وتاثر به الكثير من المصلين.
ولقد آلت إليه الفتوى في بغداد بعد أن أصبح رئيس مجلس الافتاء في بغداد، وهو عضو الهيئة العليا للمجمع الفقهي العراقي حالياً.
شارك في الكثير من المؤتمرات في داخل العراق وخارجه.

## من مؤلفاته
لهُ الكثير من المؤلفات الفقهية القيمة ومنها:
- المغالاة في المهور.
- الخلع دراسة مقارنة.
- الوصية وأثرها في المجتمع.
- أحياء الموات في الفقه الإسلامي.
- سامراء مآثر وآثار.
- الزواج من منظور الشريعة الإسلامية.
- اختلاف الدين باعتباره مانع من موانع الإرث.
- احكام المفقود والاسير. (طبع حديثا).
- التعامل التجاري مع غير المسلمين، (أطروحة دكتوراه).
- التفريق بين الزوجين قضاءً دراسة مقارنة بالقانون العراقي (رسالة ماجستير).
- إحياء الموات وأثره في المجتمع.
- المدرسة الدينية في سامراء مآثر وآثار.
- له عدة بحوث أخرى مطبوعة وأخرى لم تطبع.
- شارك في وضع مناهج مادة التربية الإسلامية بوزارة التربية العراقية ودائرة التعليم الإسلامي في ديوان الوقف السني.

## من أولاده
- الأستاذ عبدالسلام.
- الشيخ الدكتور عبد الوهاب.
- الدكتور عبد الباسط.
- الشيخ هشام.
- الاستاذ حسام الدين.

## المرجع الأعلى لأهل السنة والجماعة في العراق
تم اختيار الشيخ أحمد حسن الطه مرجعاً أعلى لأهل السنة والجماعة في العراق بعد انتخابه بالأغلبية من قبل الهيئة العليا للمجمع الفقهي العراقي لكبار العلماء للدعوة والإفتاء، وهي المؤسسة الدينية الممثلة لسنة العراق بحسب قانون ديوان الوقف السني رقم 56 لعام 2012 المادة 4 ثانياً.